# Ethics Organization of Computer Software
Az Ethics Organization of Computer Software (一般社団法人コンピュータソフトウェア倫理機構; Ippan Shadan Hōjin Konpyūta Sofutowea Rinri Kikō; Hepburn: Ippan Shadan Hōjin Konpyūta Sofutowea Rinri Kikō; rövidítve EOCS vagy Sofurin) japán szervezet, amely videójátékok, elsősorban visual novelek, randiszimulátorok, dódzsin softok és eroge játékok, és más számítógépes szoftverek értékelésével foglalkozik. 1992-ben alapították és 2009-ben jegyezték be, székhelye Tokióban található. Az EOCS küzd az általa képviselt cégek PC-játékait érintő szerzőijog-sértések ellen és szponzorálja a Moe Game Awardot (萌えゲーアワード), hogy segítse a játékeladásokat.

## Az EOCS által alkalmazott korhatár-besorolások

Japán videójáték az EOCS 18+ korhatár-besorolásával

A szoftvereket eredetileg két kategóriába sorolták: általános és 18+, majd 2011-ben átálltak egy négyfokozatú skálára.
| Szimbólum | Megnevezés                                                |
| --------- | --------------------------------------------------------- |
|           | Általános szoftver – Minden korosztálynak                 |
|           | Általános szoftver – 12 éven felülieknek ajánlott         |
|           | Általános szoftver – 15 éven felülieknek ajánlott         |
|           | Szoftverek, melyek nem értékesíthetőek 18 éven aluliaknak |